# Grog (pel·lícula)
Grog és una pel·lícula italiana del 1982 dirigida per Francesco Laudadio.

## Argument
Dos presoners fugits durant un motí, amb un guàrdia de la presó com a ostatge, taciturns fins al punt de catatonisme, irrompen en una casa senyorial i segresten set persones. Assetjats per la policia, el seu gest és filmat en directe per una cadena de televisió, amb un presentador que es fa càrrec de la direcció, en nom de l'entreteniment, l'escolta i la publicitat.

## Repartiment
- Franco Nero: evadit Nicola Fanelli
- Omero Antonutti: advocat Enrico Manzi
- Sandra Milo: Vittoria De Rossi
- Cristina Sánchez Pascual: Lola Gomez
- Gabriele Ferzetti: professor Alberto De Rossi
- Michele Mirabella: periodista Gino Baldello
- Renato Cecchetto: comptable Toffolutti
- Christian De Sica: presentador de televisió Stella
- Claudio Cassinelli: comissari Mazzanti
- Eros Pagni: corresponsal de televisió Sandro Galli
- Franco Javarone: evadit Pasquale Dicillo
- Lunetta Savino: Elena De Rossi
- Donatella Damiani: assistent de televisió Patrizia
- Annabella Schiavone: minyona Maria Sabatini

## Curiositats
- Christian De Sica, presentador de la pel·lícula, presentava aleshores un espectacle de preguntes al programa Retequattro.

## Reconeixements
- David di Donatello 1983
  - David di Donatello al millor director novell] a Francesco Laudadio.[3]
- Festival Internacional de Cinema de Sant Sebastià
  - 1982 - Gran Premi del Públic per Grog[4]